# 布瓦西桑萨瓦尔
布瓦西桑萨瓦尔（法語：Boissy-sans-Avoir，法語發音：[bwasi sɑ̃.z‿avwaʁ]）是法国中北部法兰西岛大区伊夫林省的一个市镇，属于朗布依埃区。 

## 地理
布瓦西桑萨瓦尔（48°49'14"N, 1°47'37"E）面积3.96 平方千米，位于法国法蘭西島大區伊夫林省，该省份为法国北部内陆省份，北起瓦兹河谷省，西接厄尔省，西南接厄尔-卢瓦省，东南接埃松省，东临上塞纳省。
与布瓦西桑萨瓦尔接壤的市镇（或旧市镇、城区）包括：欧特伊、欧图耶、加吕、加朗西耶尔、梅雷、拉克莱西夫林、维克。

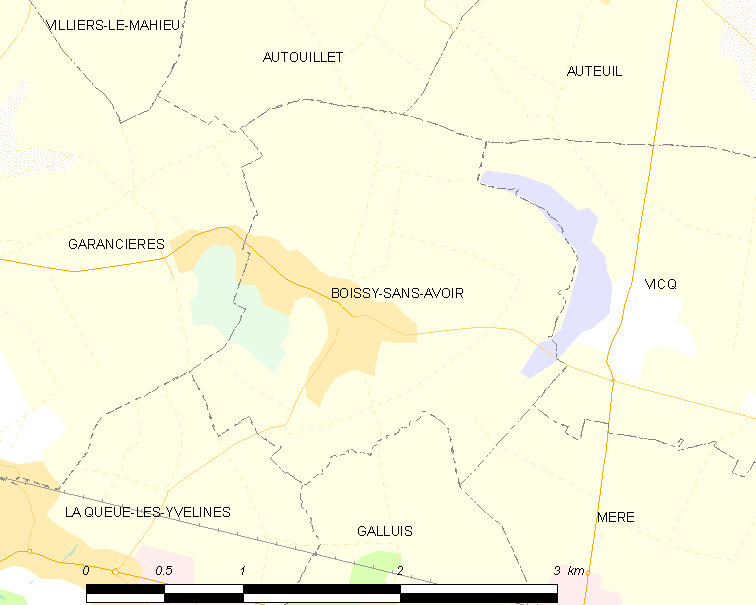
布瓦西桑萨瓦尔的OSM定位图

布瓦西桑萨瓦尔的时区为UTC+01:00、UTC+02:00（夏令时）。

## 行政
布瓦西桑萨瓦尔的邮政编码为78490，INSEE市镇编码为78084。

## 政治
布瓦西桑萨瓦尔所属的省级选区为欧贝让维尔县。

## 人口

1962-2008年间布瓦西桑萨瓦尔人口变化图示

布瓦西桑萨瓦尔于2022年1月1日时的人口数量为614人。